# Volkswagen Scirocco
A Volkswagen Scirocco háromajtós, elsőkerék-hajtású, sportkompakt ferdehátú személygépkocsi, amelyet a Volkswagen két generációban gyártott és forgalmazott 1974 és 1992 között, valamint egy harmadik generációt 2008 és 2017 között. A gyártás utód nélkül fejeződött be. A Scirocco nevét a mediterrán szélről kapta. 
A Volkswagen egyik legnépszerűbb modellje volt, autóversenyzők is előszeretettel használták. A nürburgringi 24 órás versenyen is indultak vele, illetve számos simracing játékban szerepelt (Gran Turismo, Forza Horizon és Motorsport, Racing Duel, utóbbiban Wayfarer néven).

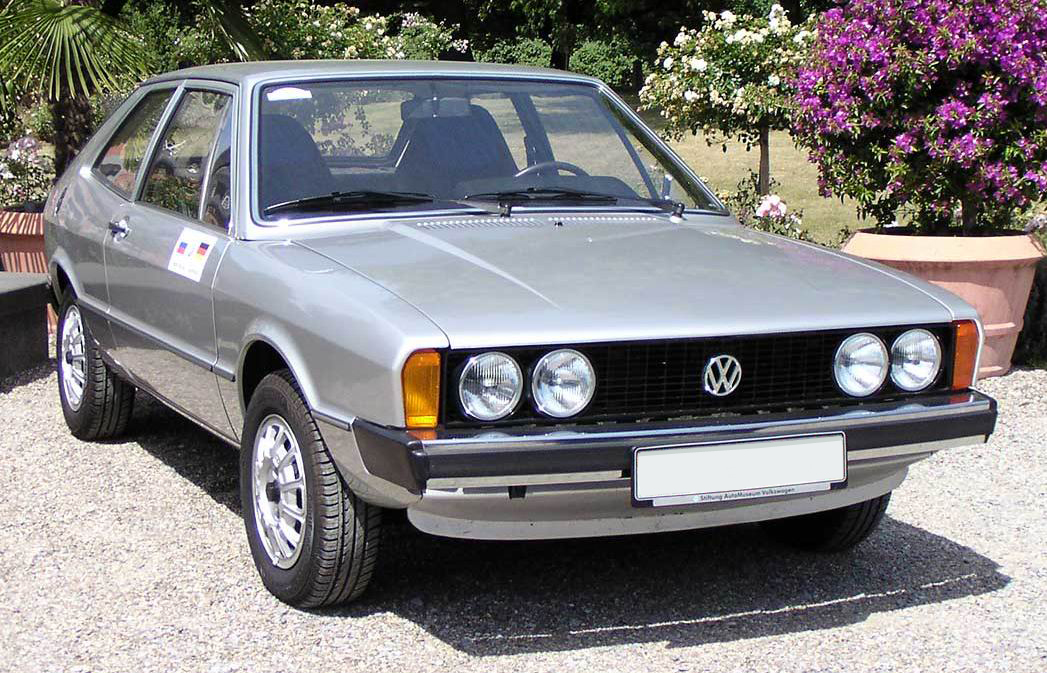
VW Scirocco I (1974–1981)
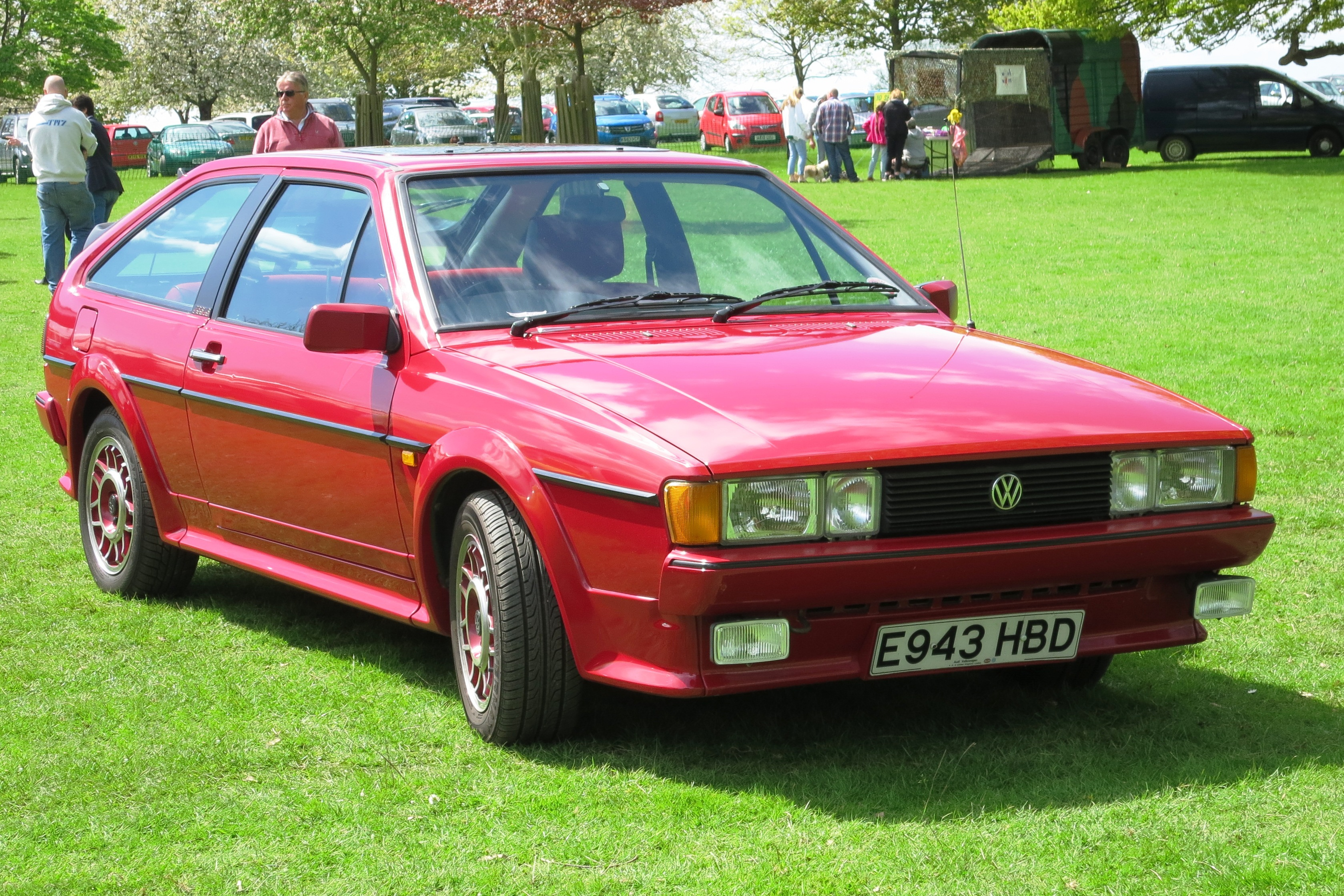
VW Scirocco II (1981–1992)
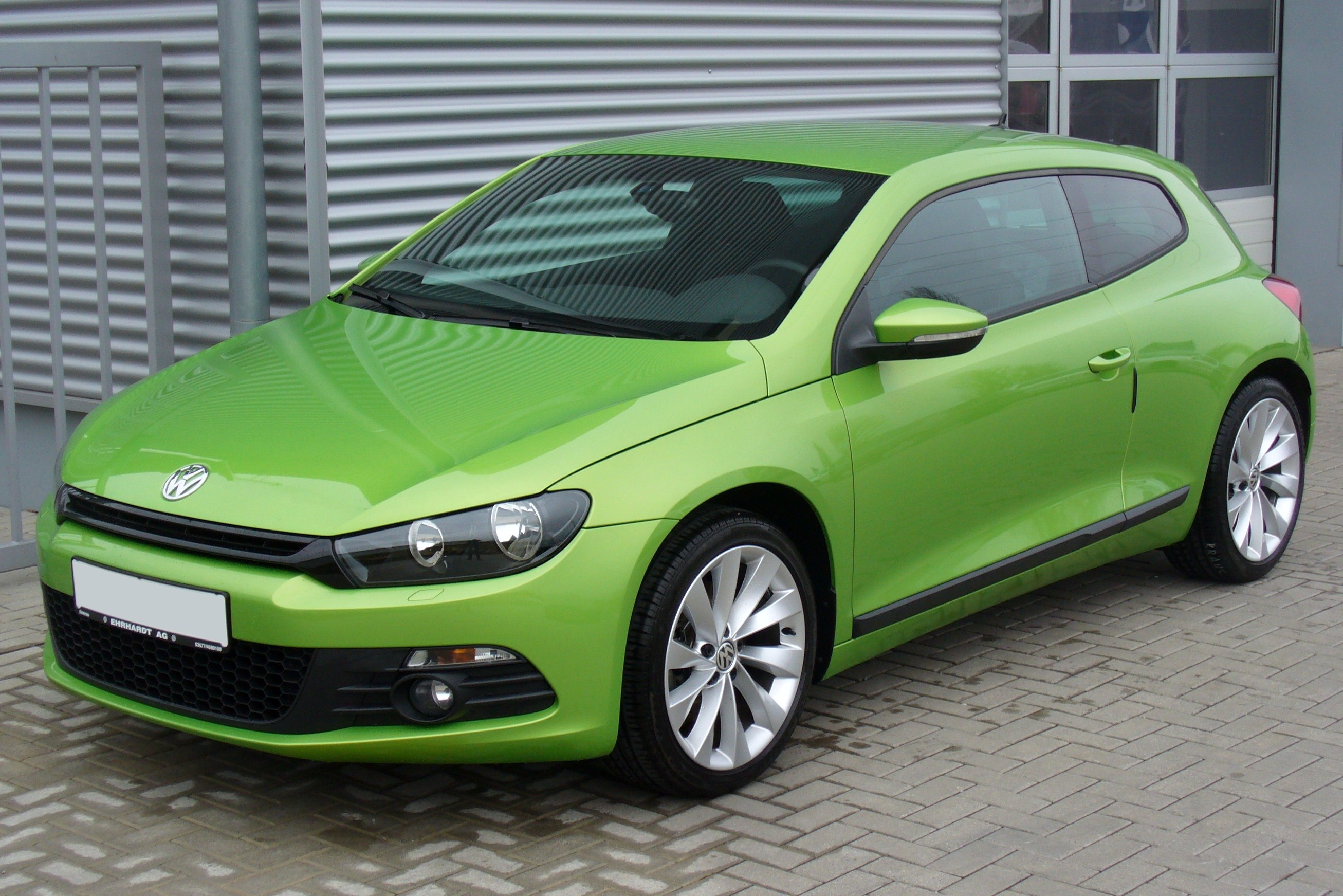
VW Scirocco III (2008–2017)